# Ivan Andreadis
Ivan Andreadis (* 3. April 1924 in Prag; † 27. Oktober 1992 in Prag) war ein tschechoslowakischer Tischtennisspieler. Er gewann viermal die Weltmeisterschaft im Doppel, einmal im Mixed und viermal mit der ČSR-Mannschaft. Zweimal wurde er Vizeweltmeister im Einzel.

## Werdegang
Andreadis’ erster Verein war Union I Prag, 1936 wechselte er zu Spartak Prag. Er begann als Abwehrspieler, erst später eignete er sich das Angriffsspiel an. 1937 wurde er ČSR-Jugendmeister. 1939 gewann er die ČSR-Meisterschaft der Herren. Dies gelang ihm 1954 und 1961 erneut.

## Internationale Karriere
Erstmals wurde Andreadis im Herbst 1945 in der Nationalmannschaft eingesetzt.
Zwischen 1936 und 1963 nahm er 13 mal an Weltmeisterschaften teil. 1949 wurde er erstmals Weltmeister, als er mit seinem Doppelpartner František Tokár seine Landsleute Bohumil Váňa/Ladislav Štípek schlug. Diesen Erfolg wiederholte er 1951 mit Bohumil Váňa durch einen Endspielsieg gegen die Ungarn Ferenc Sidó/József Kóczián. 1955 und 1957 spielte er Doppel mit Ladislav Štípek und gewann jeweils den Titel durch Siege gegen die Jugoslawen Vilim Harangozo/Žarko Dolinar (1955) und gegen die starken Japaner Toshiaki Tanaka/Ichirō Ogimura. Doppel-Vizeweltmeister wurde er 1950 (mit František Tokár) und 1956 (mit Ladislav Štípek).
Im Einzel wurde er zweimal Vizeweltmeister: 1951 verlor er im Endspiel gegen Johnny Leach, 1953 gegen Ferenc Sidó.
Mit der ČSR-Mannschaft holte er 1947, 1948, 1950 und 1951 die Goldmedaille. Im Mixedwettbewerb siegte er 1954 mit der Ungarin Gizella Farkas. In der ITTF-Weltrangliste wurde er 1951 auf Platz zwei geführt.
1953 wurde er mit dem Titel Meister des Sports ausgezeichnet. 1995 wurde er in die ITTF Hall of Fame aufgenommen.

## Privat
Andreadis war Beamter. Er war verheiratet und Vater einer Tochter (* 1954). 1955 schrieb er das Buch Tremi svetadily.
Anfang 1958 wurde er zeitweise von seinem Verband wegen Schmuggel gesperrt.

## Turnierergebnisse
| Verband | Veranstaltung     | Jahr | Ort       | Land | Einzel        | Doppel        | Mixed         | Team |
| ------- | ----------------- | ---- | --------- | ---- | ------------- | ------------- | ------------- | ---- |
| TCH     | Weltmeisterschaft | 1963 | Prag      | TCH  | letzte 32     | Viertelfinale | keine Teiln.  | 5    |
| TCH     | Weltmeisterschaft | 1961 | Peking    | CHN  | letzte 256    | letzte 32     | keine Teiln.  | 10   |
| TCH     | Weltmeisterschaft | 1957 | Stockholm | SWE  | Halbfinale    | Gold          | Silber        | 3    |
| TCH     | Weltmeisterschaft | 1956 | Tokio     | JPN  | letzte 16     | Silber        | Silber        | 2    |
| TCH     | Weltmeisterschaft | 1955 | Utrecht   | NED  | letzte 32     | Gold          | Scratched     | 2    |
| TCH     | Weltmeisterschaft | 1954 | Wembley   | ENG  | Halbfinale    | letzte 64     | Gold          | 2    |
| TCH     | Weltmeisterschaft | 1953 | Bukarest  | ROU  | Silber        | Halbfinale    | keine Teiln.  | 3    |
| TCH     | Weltmeisterschaft | 1951 | Wien      | AUT  | Silber        | Gold          | Scratched     | 1    |
| TCH     | Weltmeisterschaft | 1950 | Budapest  | HUN  | Halbfinale    | Silber        | Halbfinale    | 1    |
| TCH     | Weltmeisterschaft | 1949 | Stockholm | SWE  | Viertelfinale | Gold          | keine Teiln.  | 2    |
| TCH     | Weltmeisterschaft | 1948 | Wembley   | ENG  | Halbfinale    | Viertelfinale | letzte 64     | 1    |
| TCH     | Weltmeisterschaft | 1947 | Paris     | FRA  | letzte 32     | letzte 64     | Viertelfinale | 1    |
| TCH     | Weltmeisterschaft | 1936 | Prag      | TCH  | keine Teiln.  | letzte 64     | keine Teiln.  |      |